# 彦根市消防本部
彦根市消防本部（ひこねししょうぼうほんぶ）は、滋賀県彦根市の消防部局（消防本部）。管轄区域は彦根市、犬上郡豊郷町、甲良町及び多賀町の全域。豊郷町、甲良町及び多賀町は彦根市に常備消防事務を委託している。

## 概要
- 消防本部：彦根市西今町415
- 管内面積：354.07km2
- 職員定数：174人
- 消防署1カ所、分署3カ所
- 主力機械（2024年4月1日現在）
  - 普通消防ポンプ自動車：2
  - 水槽付消防ポンプ自動車：4
  - はしご付消防自動車：2
  - 化学消防自動車：1
  - 高規格救急自動車：6
  - 救助工作車：1
  - 小型動力ポンプ付積載車：6
  - 災害対策車：1
  - 積載車：1
  - 指揮車：1
  - 広報車：1
  - 査察車：4
  - 消防救助艇：1
  - その他：11

## 沿革
- 1948年9月15日　彦根市消防本部を設置する。
- 1974年4月1日　豊郷町、甲良町及び多賀町の消防委託業務を開始する。

## 組織
- 本部 - 消防総務課、予防課、警防課、通信指令課
- 消防署

## 消防署
| 消防署       | 住所            | 分署                                                                        |
| ------------ | --------------- | --------------------------------------------------------------------------- |
| 彦根市消防署 | 彦根市西今町415 | 南：彦根市稲里町320 北：彦根市古沢町503-1 犬上：犬上郡甲良町横関字山王689-1 |